# Renedo de la Vega (kommunhuvudort)
Renedo de la Vega är en kommunhuvudort i Spanien.   Den ligger i provinsen Provincia de Palencia och regionen Kastilien och Leon, i den norra delen av landet, 240 km norr om huvudstaden Madrid. Renedo de la Vega ligger 875 meter över havet och antalet invånare är 256.
Terrängen runt Renedo de la Vega är platt. Runt Renedo de la Vega är det mycket glesbefolkat, med 5 invånare per kvadratkilometer. Närmaste större samhälle är Saldaña, 8,0 km norr om Renedo de la Vega. Trakten runt Renedo de la Vega består till största delen av jordbruksmark.